# 名古屋市立田代小学校
名古屋市立田代小学校（なごやしりつ たしろしょうがっこう）は、愛知県名古屋市千種区観月町にある公立小学校。
千種区では千種小学校・上野小学校とともに明治初期に開設された伝統のある小学校である。近隣に名古屋大学をはじめ大学が多いため外国から帰国し転入する児童が多く、たびたび帰国子女教育に関するモデル校としての指定を受けている。

## 沿革

### 年表
- 1873年（明治6年）3月11日 - 学制施行により第二大学区第二中学区に所属。第19番小学廣徳学校として末森村に創立。1876年（明治9年）に第19番小学田代学校に改称。
- 1883年（明治16年）1月24日 -（愛知県布達乙第7号）愛知郡第58学区公立小学田代学校に改称。
- 1887年（明治20年）3月5日 - 小学校令施行により、愛知郡第27学区尋常小学千種学校に併合され田代分校となる。
- 1893年（明治26年）6月4日 - 愛知郡田代村立田代尋常小学校として独立。
- 1907年（明治40年）1月1日 - 合併に伴い上野尋常小学校を併合し東山尋常小学校となる。4月に上野小を分離して田代尋常小学校に戻る。
- 1910年（明治43年）6月 - 高等科を併置して田代尋常高等小学校となる。
- 1921年（大正10年）8月22日 - 東山村が名古屋市へ編入され、名古屋市立田代尋常高等小学校となる。
- 1932年（昭和7年）8月10日 - 現在地に移転
- 1941年（昭和16年）4月1日 - 名古屋市田代国民学校となる。
- 1941年（昭和17年）9月1日 - 千種区田代町字鳥金に分校を設置[2]。
- 1941年（昭和16年）4月1日 - 分校が独立し、名古屋市立東山小学校として開校する。
- 1945年（昭和20年）4月1日 - 海津郡へ集団疎開
- 1947年（昭和22年）4月1日 - 学校教育法施行により名古屋市立田代小学校に改称。
- 1952年（昭和27年） - 新校歌（作詞・丸山薫、作曲・團伊玖磨）制定。
- 1956年（昭和31年）4月25日 - 自由ヶ丘に分校を設置。
- 1960年（昭和35年）4月1日 - 分校が独立し、名古屋市立自由ヶ丘小学校として開校する。

### 児童数の変遷
『愛知県小中学校誌』（2018年）によると、児童数の変遷は以下の通りである。
| 1947年（昭和22年） | 1,633人 |  |
| 1957年（昭和32年） | 3,221人 |  |
| 1967年（昭和42年） | 1,897人 |  |
| 1977年（昭和52年） | 1,827人 |  |
| 1987年（昭和62年） | 1,411人 |  |
| 1997年（平成9年）  | 911人   |  |
| 2007年（平成19年） | 866人   |  |
| 2017年（平成29年） | 1,103人 |  |

## 通学区域
田代小学校の学区は千種区の南部にある覚王山駅を中心とする面積1.91 km2の地域であり、春岡・高見・上野・自由ヶ丘・東山・見付・伊勝・川原の8学区と接している。田代小学校は学区の中央東寄りに位置しており、学区内の大部分の地域から道程1.5km以内で到達できる。
- 名古屋市千種区[4]
  - 稲舟通2丁目（一部）、大島町、丘上町、御棚町、鏡池通1 - 2丁目、覚王山通8 - 9丁目、川崎町、観月町、菊坂町、桐林町、山門町、城山町、末盛通1 - 3丁目、田代町（四観音道西の一部・四観音道東）、田代本通、月見坂町、南明町、西崎町、西山元町、日進通2 - 6丁目、日岡町、姫池通、法王町、穂波町、堀割町、丸山町、山添町

## 交通
- 名古屋市営地下鉄東山線 覚王山駅 3番出口より南東へ300m
- 名古屋市営バス（茶屋12・池下11・金山11）末盛通二丁目停留所より南西へ200m

## 校区内の施設
- 田代コミュニティセンター
- 名古屋市立城山中学校（進学先中学校[4]）

## 出身者
- 南美川洋子（女優）
- 和田洋一（スクウェア・エニックス社長）
- 大塚耕平（参議院議員）